# Казаротто, Ренато
Ренато Казаротто (итал. Renato Casarotto; 15 мая 1948 года, Аркуньяно, Италия — 16 июля 1986 года, Каракорум) — итальянский альпинист. Специализировался на зимних и одиночных восхождениях по сложным маршрутам. В 1970-х — 1980-х годах совершил ряд восхождений и первопрохожений в Доломитах, Андах, Каракоруме. Погиб в результате падения в трещину рядом с базовым лагерем вершины К-2.

## Биография
Ренато Казаротто родился 15 мая 1948 года в коммуне Аркуньяно в Италии. В 1968 году, в возрасте 20 лет, он начал практиковать занятия альпинизмом во время прохождения военной службы в батальоне альпийских стрелков в регионе Кадоре.
Первое время после окончания военной службы Казаротто тренировался в Доломитах, набираясь опыта и оттачивая навыки. В 1971 году он решил заняться соло-восхождениями, и прошёл несколько маршрутов в Доломитах. С 1973 года он также начал совершать зимние восхождения. В 1974 году Ренато, совместно с Пьеро Радином, совершил первое восхождение по маршруту Казаротто-Радин по восточной стене вершины Спиц-ди-Лагунац. В 1975 году он совершил первое зимнее восхождение на Чиветту по маршруту Андрич-Фаэ. Также в 1975 году Ренато женился на Горетте Траверсо, с которой познакомился двумя годами ранее. Горетта редко ходила на восхождения с Ренато, но всегда сопровождала его в дальних поездках.
В 1977 году Ренато Казаротто отправился в Анды, где совершил первое восхождение по новому маршруту по северной стене на высочайшую вершину Перу Уаскаран (6768 метров). Это восхождение Ренато совершил в одиночку за 17 дней. Через 2 года, 19 января 1979 года он в одиночку совершил первопрохождение нового маршрута по северному ребру вершины Фицрой.
Зимой 1982 года Казаротто в одиночку совершил автономное прохождение трёх сложнейших маршрутов в Альпах за 2 недели, без перерывов на отдых. До этого он уже предпринимал такую попытку в 1980 году, но вынужден был отступить. 1 февраля 1982 Казаротто вышел на восхождение на вершину Эгюий-Нуар-де-Пётре (3773 метра) по маршруту Ратти-Витали по западной стене. Достигнув вершины 4 февраля, он переночевал на вершине и на следующий день начал спуск на ледник Френе. 7 февраля он начал подъём на вершину Эгюий-Бланш-де-Пётре (4112 метров) по маршруту Гервазутти-Боккалатте. На вершине он был спустя 2 дня, 9 февраля. Последним этапом стал подъём на Монблан по маршруту Бонингтон. В сложных погодных условиях он сумел преодолеть весь путь за несколько дней, и 14 февраля завершил восхождение на высочайшей вершине Альп. До Казаротто никто не поднимался по этим маршрутам зимой в одиночку, а вероятность прохождения всех трёх маршрутов подряд один за одним в подобных условиях рассматривалась как практически невозможная.
В июне 1983 года Ренато Казаротто совершил соло-восхождение по новому маршрут на второстепенную вершину Броуд-Пика в Каракоруме — Броуд-Пик Северный высотой 7550 метров над уровнем моря. В апреле 1984 году он в одиночку прошёл новый маршрут по юго-восточному хребту (который также называют «The ridge of no return») на высочайшую вершину Северной Америки гору Мак-Кинли. В 1985 году он совершил первое зимнее одиночное восхождение по маршруту Джервазутти по восточной стене массива Гранд-Жорас. Также в 1985 году Ренато и его супруга Горетта совершили восхождение на 13-й по высоте восьмитысячник мира Гашербрум II (8035 метров). Горетта стала первой итальянкой, поднявшейся на восьмитысячник.

## К-2 и смерть
Летом 1986 года Ренато Казаротто отправился в Каракорум для того, чтобы предпринять попытку одиночного восхождения по ранее непройденному юго-юго-западному ребру («Мэджик Лайн») второй в мире по высоте вершине К-2 (Чогори). Всего им было предпринято три попытки восхождения. Во время первой попытки, в конце июня, ему удалось подняться до отметки 8200 метров. Во время второй попытки, завершившейся 5 июля, он поднялся примерно на такую же высоту. В середине июля он предпринял третью попытку, но, поднявшись до высоты 8300 метров, был вынужден повернуть обратно из-за плохой погоды. На обратном пути, 16 июля,  на высоте около 5100 метров, в часе ходьбы от базового лагеря, Ренато провалился в трещину глубиной примерно 40 метров на леднике Де-Филиппе. Не погибнув при падении, он сумел достать рацию, и сообщить своей супруге о происшествии. Поисковая экспедиция обнаружила трещину и подняла его на поверхность, однако, спустя короткое время, он скончался от полученных повреждений. По желанию Горетты, Ренато Казаротто был похоронен в той же трещине.